# اقتصاد سان مارينو
يتركز اقتصاد سان مارينو حول صناعات مثل المصرفية، الملابس، بما في ذلك الأقمشة، الإلكترونيات، السيراميك، والبلاط، والأثاث، والدهانات، والمشروبات الروحية/ النبيذ. بالإضافة إلى ذلك تبيع سان مارينو تحصيل طابع بريد إلى الطوابعية. الزراعة الرئيسية هي النبيذ والجبن.
1. ↑  "قاعدة بيانات البنك الدولي". البنك الدولي. اطلع عليه بتاريخ 2018-10-19.
2. ↑  وصلة مرجع: http://www.imf.org/external/datamapper/NGDP_RPCH@WEO?year=2016.
3. ↑  "قاعدة بيانات البنك الدولي". البنك الدولي. اطلع عليه بتاريخ 2019-05-27.
4. ↑  وصلة مرجع: http://www.imf.org/external/datamapper/PCPIEPCH@WEO?year=2016.
5. ↑  "قاعدة بيانات البنك الدولي". البنك الدولي. اطلع عليه بتاريخ 2019-05-01.